# Apex
| Críticas profissionais | Críticas profissionais |
| Avaliações da crítica  | Avaliações da crítica  |
| Fonte                  | Avaliação              |
| ---------------------- | ---------------------- |
| 9,5/10                 | Metal Assault          |

Apex é o quarto álbum de estúdio da banda canadense de heavy metal Unleash the Archers. Foi lançado em 2 de junho de 2017, pela Napalm Records.

## Lista de faixas
| N.º            | Título                     | Duração |  |
| 1.             | "Awakening"                | 7:17    |  |
| 2.             | "Shadow Guide"             | 3:56    |  |
| 3.             | "The Matriarch"            | 4:02    |  |
| 4.             | "Cleanse the Bloodlines"   | 5:54    |  |
| 5.             | "The Coward's Way"         | 5:05    |  |
| 6.             | "False Walls"              | 8:05    |  |
| 7.             | "Ten Thousand Against One" | 5:37    |  |
| 8.             | "Earth and Ashes"          | 6:35    |  |
| 9.             | "Call Me Immortal"         | 5:46    |  |
| 10.            | "Apex"                     | 8:20    |  |
| Duração total: | Duração total:             | 60:39   |  |

## Créditos
Unleash the Archers
- Brittney Slayes - vocais
- Scott Buchanan - bateria
- Grant Truesdell - guitarras
- Andrew Kingsley - guitarras
- Nikko Whitworth - baixo

Produção
- Jacob Hansen - gravação, mixagem e masterização
- Jonas Haagensen - assistente de engenharia
- Shimon Karmel - fotografia
- Ken Sarafin [6] - arte, layout

## Paradas
| Parada                                        | Maior colocação |
| --------------------------------------------- | --------------- |
| Estados Unidos (Billboard Independent Albums) | 28              |